# Морнинг-Глори-Пул
Морнинг-Глори-Пул (англ. Morning Glory Pool) — геотермальный источник в Йеллоустонском парке в США.

## История
Название получило благодаря своей форме в 1883 году. Так его назвала жена помощника Главного хранителя парка Чарльза Макгоуэна, отметив сходство озера с цветком вьюнка, который в США называют «Morning Glory». С 1889 года это название прочно вошло в обиход служителей и посетителей парка.

## Геология
Цвет воды в озере обусловлен развитием огромного числа микроорганизмов. Периодически озеро извергалось как гейзер во время увеличения сейсмической активности в регионе, но сейчас более всего на состояние озера влияет антропогенный фактор.
Источник, питающий горячее озеро, закупорился, цвет воды изменился, в озере появились и размножились колонии микроорганизмов, которые способствуют удивительнейшему цветовому сочетанию. Сама вода чиста и прозрачна, цветность меняется в зависимости от погоды, температуры и ещё от чего никто не знает.
Работники парка предпринимали попытки искусственно вызвать извержение гейзера в надежде очистить во́ды озера. Рядом с озером был установлен информационный щит, который рассказывает о причинённом озеру ущербе и предполагает, что скоро название сменится на «Утраченное сияние» («англ. Faded Glory»).

## Галерея

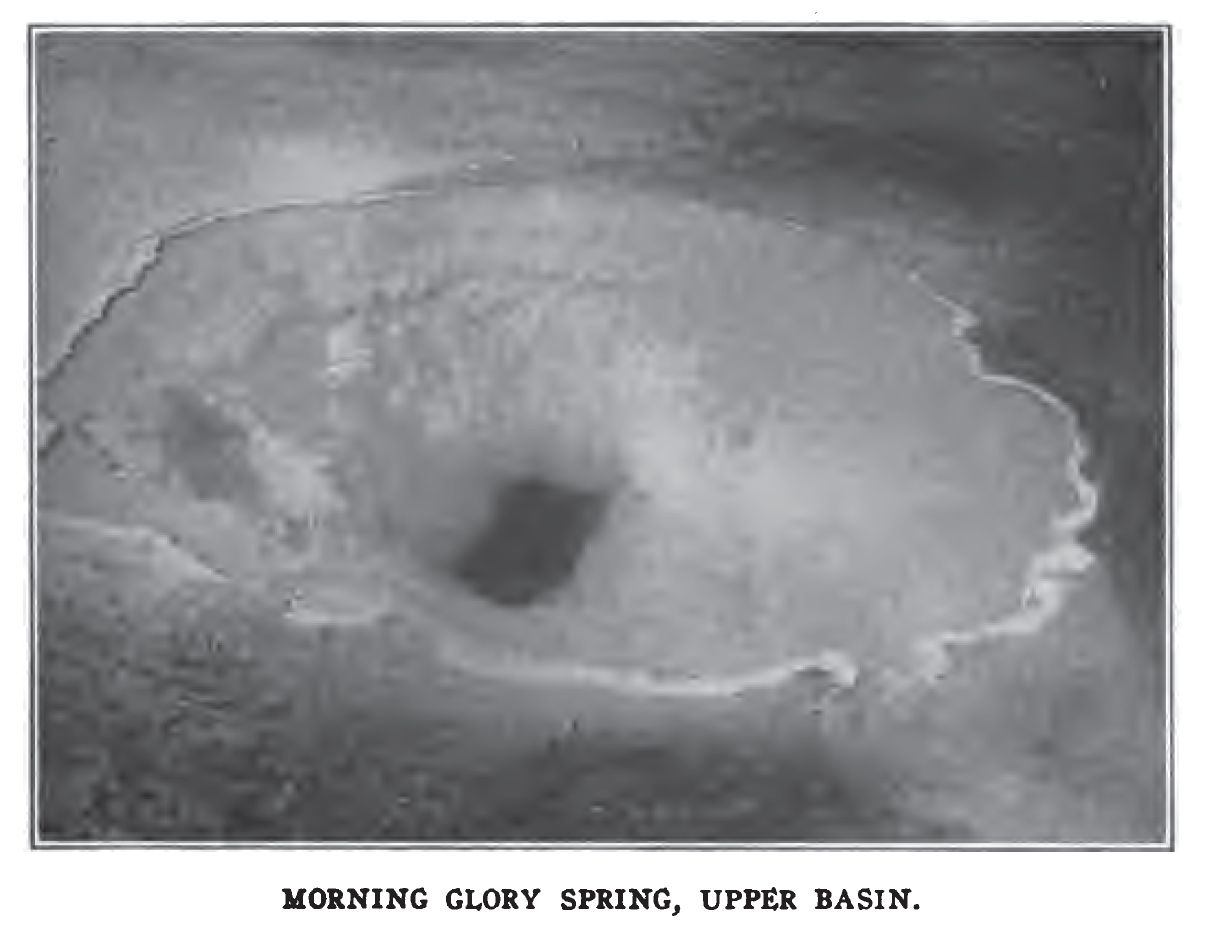
1916 год
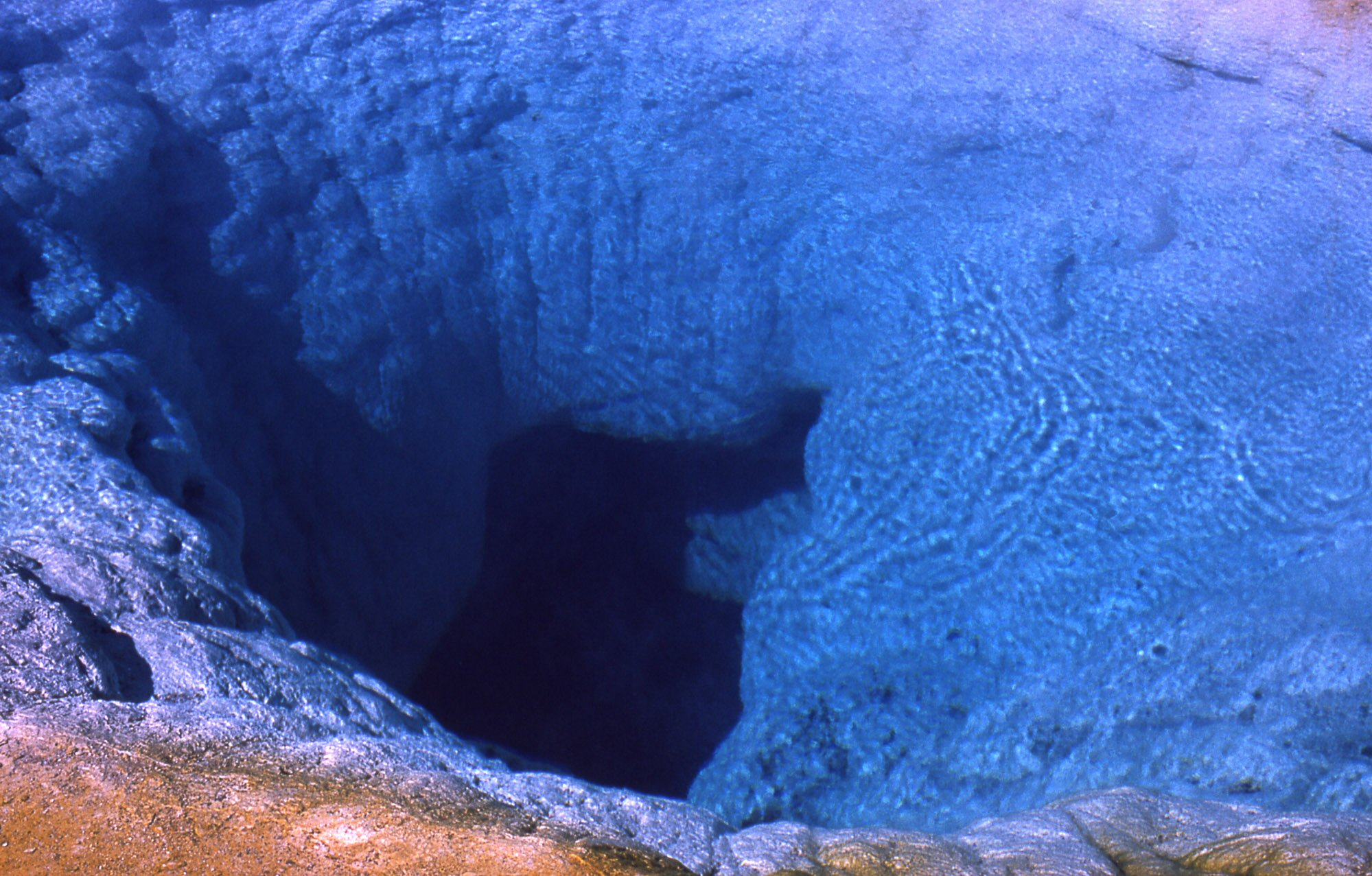
1966 год
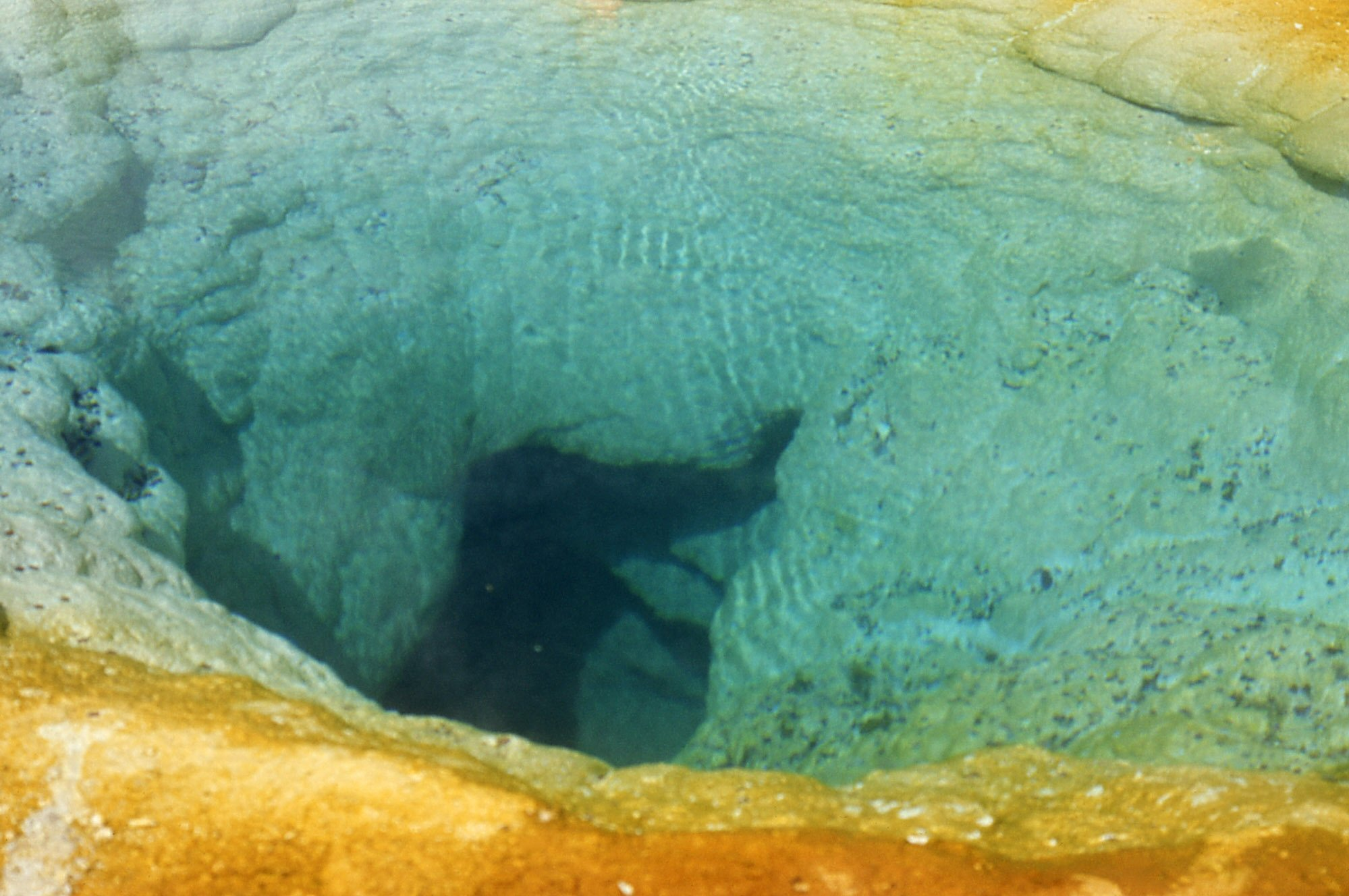
1970 год
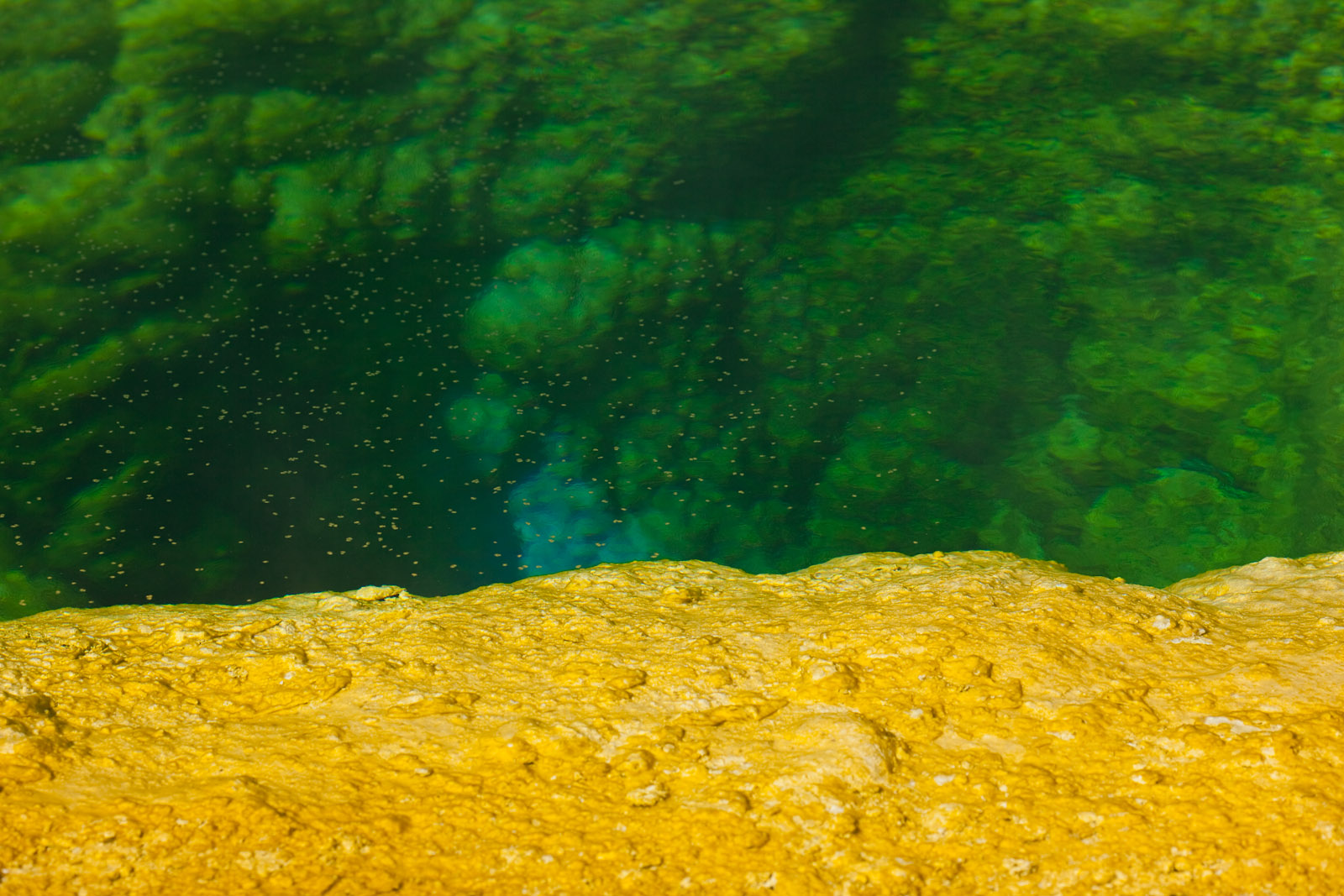
2009 год